# Voynich-Manuskript

Textprobe aus dem Voynich-Manuskript

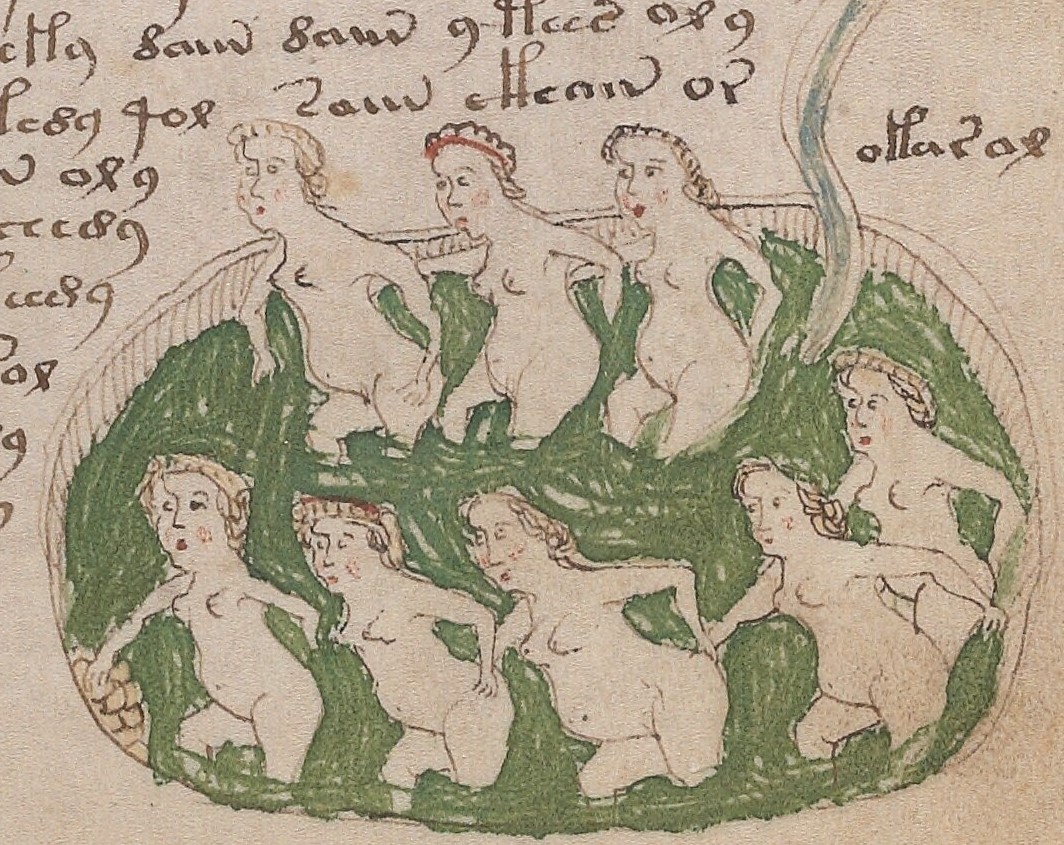
Illustrationsbeispiel

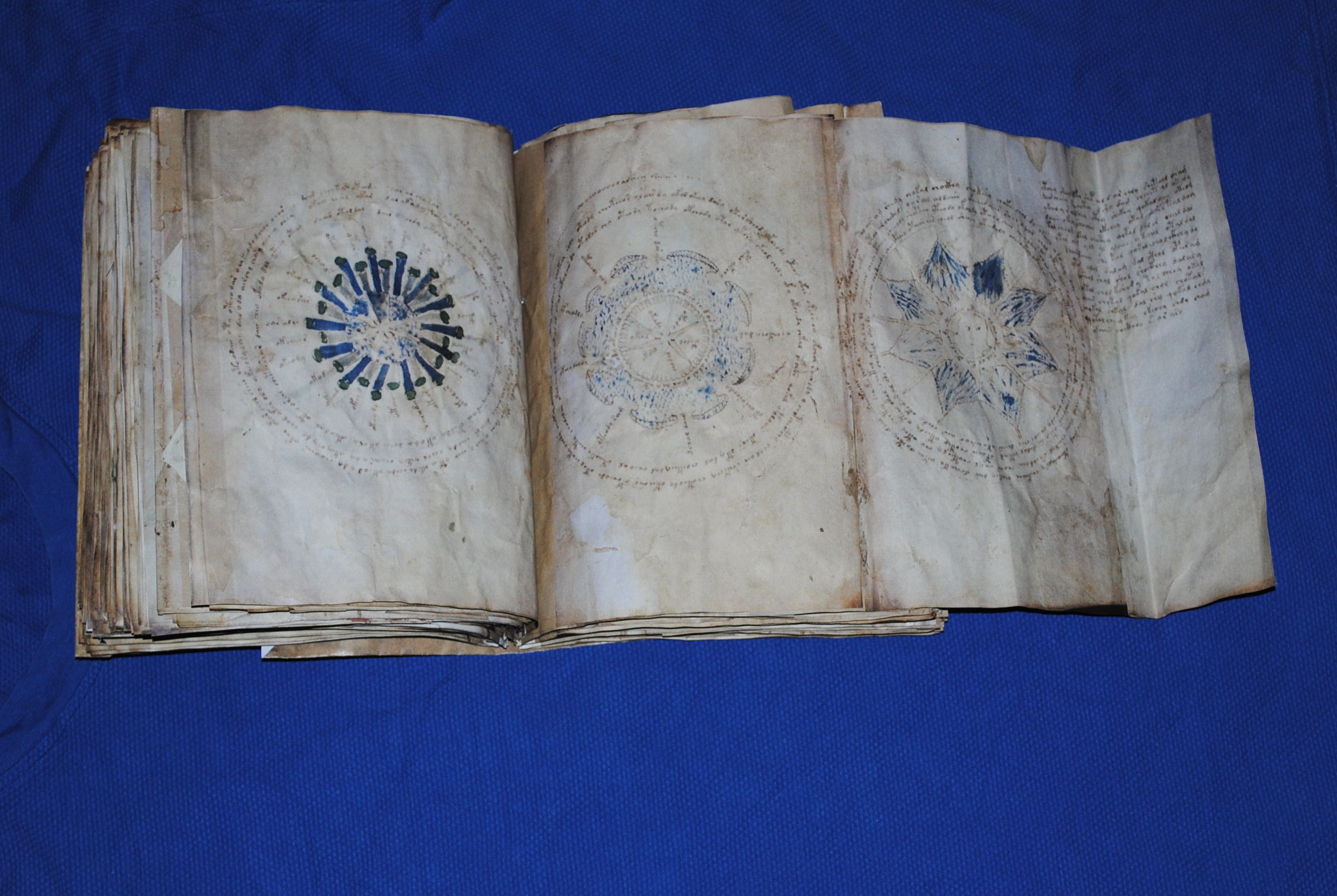
Aufgeschlagenes Manuskript (Nachbildung) mit ausgeklappter Seite

Das Voynich-Manuskript (benannt nach Wilfrid Michael Voynich, der das Manuskript 1912 erwarb) ist ein handschriftliches mittelalterliches Schriftstück, das u. a. im Besitz Rudolfs II. war. Es ist seit 1969 mit der Signatur MS 408 im Bestand der Beinecke Rare Book and Manuscript Library der Yale University in New Haven (Connecticut), Vereinigte Staaten. Das Manuskript ist in einer unbekannten Schrift verfasst. Es wurden im Lauf der Zeit vielfach Ansätze zu einer Entschlüsselung des Manuskripts vorgelegt, bislang konnte jedoch keiner davon einer fachlichen Untersuchung standhalten. Es ist unklar, ob der Text einen sinnvollen Inhalt transportiert. Im Manuskript vorhandene Abbildungen erinnern an botanische, anatomische und astronomische Zusammenhänge und wurden mit Sorgfalt gezeichnet, aufgrund des fehlenden Kontextes ist jedoch auch der Inhalt der Illustrationen Gegenstand von Spekulation.

## Geschichte
1962 datierte ein Expertenteam die Handschrift aufgrund von Material und Schreibstil auf etwa 1500 n. Chr., die Provenienz (die Folge der Vorbesitzer) konnte jedoch bislang nur lückenhaft und nicht mit Sicherheit ermittelt werden.
Da der Inhalt bisher nicht entschlüsselt werden konnte, stützt die Datierung des Manuskripts sich lediglich auf die Illustrationen. Aufgrund der Hinweise aus Kleidung und Haartracht sowie einiger weiterer Anhaltspunkte wird das Manuskript von den meisten Experten in den Zeitraum zwischen 1450 und 1520 datiert. Details in den Illustrationen, insbesondere die Schwalbenschwanzzinnen, ließen die Redakteure einer ORF-Sendung eine Entstehung der Handschrift in Oberitalien vermuten, da diese Zinnenform in der fraglichen Zeit nur dort belegt sei. Die Frührenaissance Norditaliens war auch eine Hochzeit der frühneuzeitlichen Universalgelehrten und der Kryptologie.
Erst 2009 wurden an Instituten in Chicago und Arizona kleinste Proben von vier verschiedenen Seiten untersucht. In einer Radiokarbonanalyse konnte das Alter des verwendeten Pergaments mit großer Wahrscheinlichkeit auf den Zeitraum zwischen 1404 und 1438 bestimmt werden. Vermutlich sind alle Seiten gleichen Ursprungs. Ferner haben Experten des McCrone-Forschungsinstitutes festgestellt, dass die Zusammensetzung der Farbe für die damalige Zeit typisch ist.

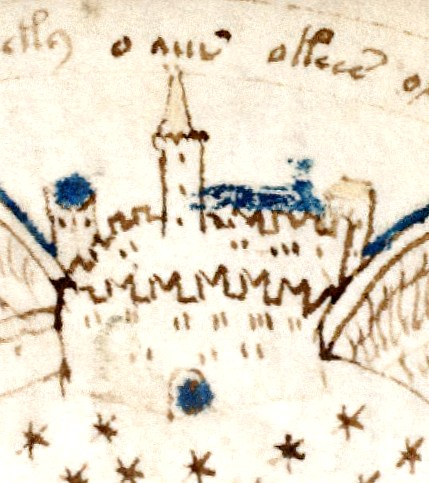
Bildausschnitt von Seite 86v, der eine Burg mit Schwalbenschwanzzinnen zeigt.

Aus dem kaum leserlichen und wohl nicht eigenhändigen Namenseintrag Jacobj ’a Tepenece auf der ersten Seite des Manuskripts lässt sich – falls sie echt ist – schließen, dass der böhmische Hofpharmazeut Jakub Horčický z Tepence das Exemplar zur Lektüre in Händen hatte oder sogar sein Eigentümer war. Da schon sein Adelstitel verwendet wird, müsste dieser Eintrag nach 1608 entstanden sein. In einem mit dem Manuskript gefundenen Brief schreibt dessen vermeintlicher Verfasser, der spätere Besitzer Johannes Marcus Marci, um jenen Zeitpunkt sei Rudolf II., Kaiser des Heiligen Römischen Reiches, Gerüchten zufolge Besitzer des Manuskriptes gewesen, nachdem er es für die damals hohe Summe von 600 Dukaten einem unbekannten Händler abgekauft habe. Entweder war Jakub Horčický dieser Händler, oder – und diese Theorie gilt als wahrscheinlicher – das Manuskript wurde ihm von Rudolf II. für weitere Analysen anvertraut, da er als erfolgreicher Chemiker und Pharmazeut bekannt war. Eine in den Akten der kaiserlichen Hofkammer vermerkte Buchtransaktion in Höhe von 600 Gulden durch den Augsburger Arzt und Handschriftenhändler Carl Widemann könnte nach einer neueren Studie die Voynich-Handschrift meinen und damit einen weiteren Vorbesitzer identifizieren.
Marci berief sich bei dieser Geschichte auf seinen Freund Rafael Mišovský, einen Rechtsanwalt und Dichter, der unter Rudolf II. an den Prager Hof gekommen war, wo er den späteren Kaiser Ferdinand II. unterrichtete. Marci berichtete auch, Kaiser Rudolf habe geglaubt, der Autor des Manuskripts sei der franziskanische Universalgelehrte des 13. Jahrhunderts Roger Bacon gewesen. Der nächste bekannte Besitzer war nach dem Begleitbrief der böhmische Gelehrte und Alchemist Georg Baresch, der zu Beginn des 17. Jahrhunderts in Prag lebte. Baresch hatte versucht, den Text zu entschlüsseln, war jedoch damit gescheitert. Er wandte sich daher an Athanasius Kircher, einen jesuitischen Universalgelehrten und seinerzeit eine Berühmtheit, dem es angeblich gelungen war, die Hieroglyphenschrift der alten Ägypter zu lesen. Dass die kirchersche Lesung völlig irrig war, stellte sich erst nach der erfolgreichen Entschlüsselung der Hieroglyphen durch Champollion heraus. Zu seiner Zeit galt Kircher jedoch als Kapazität im Dechiffrieren rätselhafter Texte, weshalb Baresch ihm eine Kopie der Manuskripttexte zusammen mit der Bitte um eine Expertise zusandte. Kircher scheint darauf jedoch nie reagiert zu haben. Der erste Brief Bareschs scheint verloren, ein weiterer Brief Bareschs an Kircher vom 27. April 1639 konnte jedoch von René Zandbergen im Archiv der Korrespondenz Kirchers gefunden werden. Als nächster Besitzer erbte der bereits erwähnte Johannes Marcus Marci das Manuskript von dem mit ihm befreundeten Baresch (kurz vor 1666). Marci war der Autor des dem Manuskript beigelegten Briefes an Kircher, in dem er Kircher erneut um Hilfe bei der Entschlüsselung der Geheimschrift bat. Zu diesem Zweck wollte er diesmal keine Kopie senden, sondern das Manuskript selbst. Es ist jedoch nicht belegt, dass das Manuskript je in Kirchers Hände gelangte, denn in keinem der nach Kirchers Tod angefertigten Kataloge über seinen wissenschaftlichen Nachlass wird etwas von jenem Manuskript erwähnt.
Was in den über 200 Jahren zwischen 1666 und 1870 mit dem Manuskript geschah, ist bislang unbekannt. Doch da es (nach Aussage Voynichs) Teil einer Bibliothek des Jesuitenordens war, kann vermutet werden, dass das Manuskript sich zusammen mit dem Nachlass Kirchers im Besitz des Jesuitenordens befand, also zunächst der Bibliothek des Collegium Romanum (heute die Päpstliche Universität Gregoriana) gehörte.
Dort blieb es vermutlich, bis der Kirchenstaat im Zuge des Risorgimento von den Truppen Viktor Emanuels II. 1870 annektiert wurde und kirchliches Eigentum von Konfiskation bedroht war. Die Bestände der päpstlichen Universitätsbibliothek wurden eilig den Mitgliedern der Fakultät übertragen, da privater Besitz nicht vom Zugriff des italienischen Staates bedroht war. Darunter befand sich auch der Nachlass Kirchers, der dem damaligen Ordensgeneral Pierre Jean Beckx übergeben wurde. Das Voynich-Manuskript gehörte ausweislich eines Exlibris von Beckx zu diesem Bestand. Beckx’ „Privatbibliothek“ ging schließlich in die Bücherbestände des 1865 gegründeten Jesuitenkollegs Nobile Collegio Mondragone in der Villa Mondragone bei Frascati ein.
Dort wurde es vermutlich 1912 von Wilfrid Michael Voynich entdeckt, der es zusammen mit etwa 30 anderen wertvollen Manuskripten den Jesuiten abgekauft haben will. Dazu Voynichs Fundbericht:

„Im Jahre 1912 […] stolperte ich über eine sehr bemerkenswerte Sammlung kostbarer illuminierter Handschriften. Jahrzehntelang waren sie in Kisten begraben gewesen, wo ich sie in einem alten südeuropäischen Schloss fand. Die Sammlung war dort anscheinend infolge der politischen Unruhen des frühen 19. Jahrhunderts untergebracht worden. […] Während ich die Handschriften in Hinblick auf einen Ankauf wenigstens eines Teils der Sammlung untersuchte, wurde meine Aufmerksamkeit von einem Band besonders angezogen. Es war ein so hässliches Entlein, verglichen mit den anderen, mit Gold und Farben reich verzierten Manuskripten, dass meine Neugier sogleich erregt war. Ich stellte fest, dass es vollständig in einer Geheimschrift geschrieben war. […] Dass ein Manuskript des 13. Jahrhunderts vollständig in Geheimschrift verfasst war, überzeugte mich von dessen außerordentlicher Bedeutung, da meines Wissens dergleichen in so früher Zeit nicht existierte, weshalb ich es den zu erwerbenden Manuskripten hinzufügte.“

Nach Voynichs Tod im Jahre 1930 erbten seine Frau Ethel und Anne Nill, seine langjährige Sekretärin, das Manuskript. Nach dem Tod von Voynichs Witwe Ethel Lilian Voynich 1960 war Anne Nill seine alleinige Besitzerin. 1961 verkaufte sie es für 25.000 US-$ an den Buchhändler Hans Peter Kraus. Dieser wollte es gewinnbringend weiterverkaufen, fand jedoch keinen Käufer und stiftete das Manuskript schließlich 1969 der Yale-Universität, wo es heute zum Bestand der Beinecke Rare Book & Manuscript Library gehört. Es ist umstritten, auf welche Weise das Manuskript in Voynichs Besitz überging. Voynich selbst schwieg sich zeitlebens über die genaue Herkunft des Manuskripts aus. Erst durch einen nach ihrem Tode zu öffnenden Brief Ethels an ihre Erbin und Lebensgefährtin Anne Nill wurde die Herkunft des Manuskripts aus dem Mondragone-Kolleg bekannt.

## Inhalt

### Umfang und Foliierung
Das Voynich-Manuskript hat die Form eines Kodex, also eines Buches, das aus mehreren Lagen von Pergament-Blättern auf drei Bünde aus Pergamentstreifen gebunden ist. Das Manuskript bestand ursprünglich aus (mindestens) 20 Lagen, von denen zwei (16 und 18) heute verloren sind. Die meisten Lagen sind Quaternionen, umfassten also ursprünglich acht Blätter, entsprechend 16 Seiten. Die Blätter wurden (vermutlich später) mit einer handschriftlichen Zählung (Foliierung) versehen, die von 1 bis 116 läuft. Ausgehend von dieser Foliierung kann ein seither eingetretener Verlust von Lagen und Blättern (nicht alle Lagen sind vollständig) festgestellt werden. Zum heutigen Zeitpunkt besteht der Kodex nicht mehr aus 116, sondern nur noch aus 102 Blättern. Verweise auf Teile des Manuskripts beziehen sich im Allgemeinen auf diese alte Blattzählung. Einzelne Blätter wurden wegen ihrer Größe mehrfach gefaltet, wodurch sich Unterseiten ergeben (zum Beispiel ist „f. 67r2“ die zweite Unterseite auf der Vorderseite (recto) von Blatt 67). Das Manuskript umfasst gegenwärtig 102 Blätter, darunter fünf Doppel-, drei Dreifach-, ein Vierfach- und ein Sechsfach-Blatt. Das Seitenformat ist ca. 225 mal 160 mm. Das Manuskript ist in Pergament gebunden. Der Einband trägt weder Titel noch Autorenvermerk.

### Gliederung
Da der Text nicht gelesen werden kann, lässt sich eine Gliederung des Inhalts nur auf die Art der Illustrationen stützen. Das Manuskript enthält eine große Zahl von Abbildungen, die in Tinte ausgeführt und nachträglich koloriert wurden. Die Abbildungen entstanden offenbar vor der Niederschrift des Textes, der sich der Form der Abbildungen anpasst und sie umfließt. Vermutungen über den Inhalt der Abschnitte sind insofern mit Unsicherheiten behaftet, als der kontextuell-ideengeschichtliche Hintergrund unsicher bis unbekannt ist. Die Abbildung eines Löwen in einem Buch über Tierkunde ist beispielsweise ganz anders zu deuten als in einer Sammlung von Fabeln oder in einem alchemistischen Werk. Der sogenannte „balneologische“ Abschnitt etwa enthält zahlreiche Abbildungen nackter Frauen in Wannen (oder vielleicht auch Teichen), die durch komplexe Röhrensysteme miteinander verbunden sind. Je nach Kontext könnten hier dargestellt sein:
- schlicht badende Frauen,
- menschliche (Fortpflanzungs-)Organe,
- Wein kelternde Frauen,
- Seelen auf Wanderschaft

oder etwas anderes.
Entsprechend der offensichtlichen Gruppierung einander ähnlicher Illustrationen wird das Manuskript üblicherweise wie folgt in Abschnitte gegliedert:

#### „Kräuterkundliche“ Sektion (f. 1r–66v)

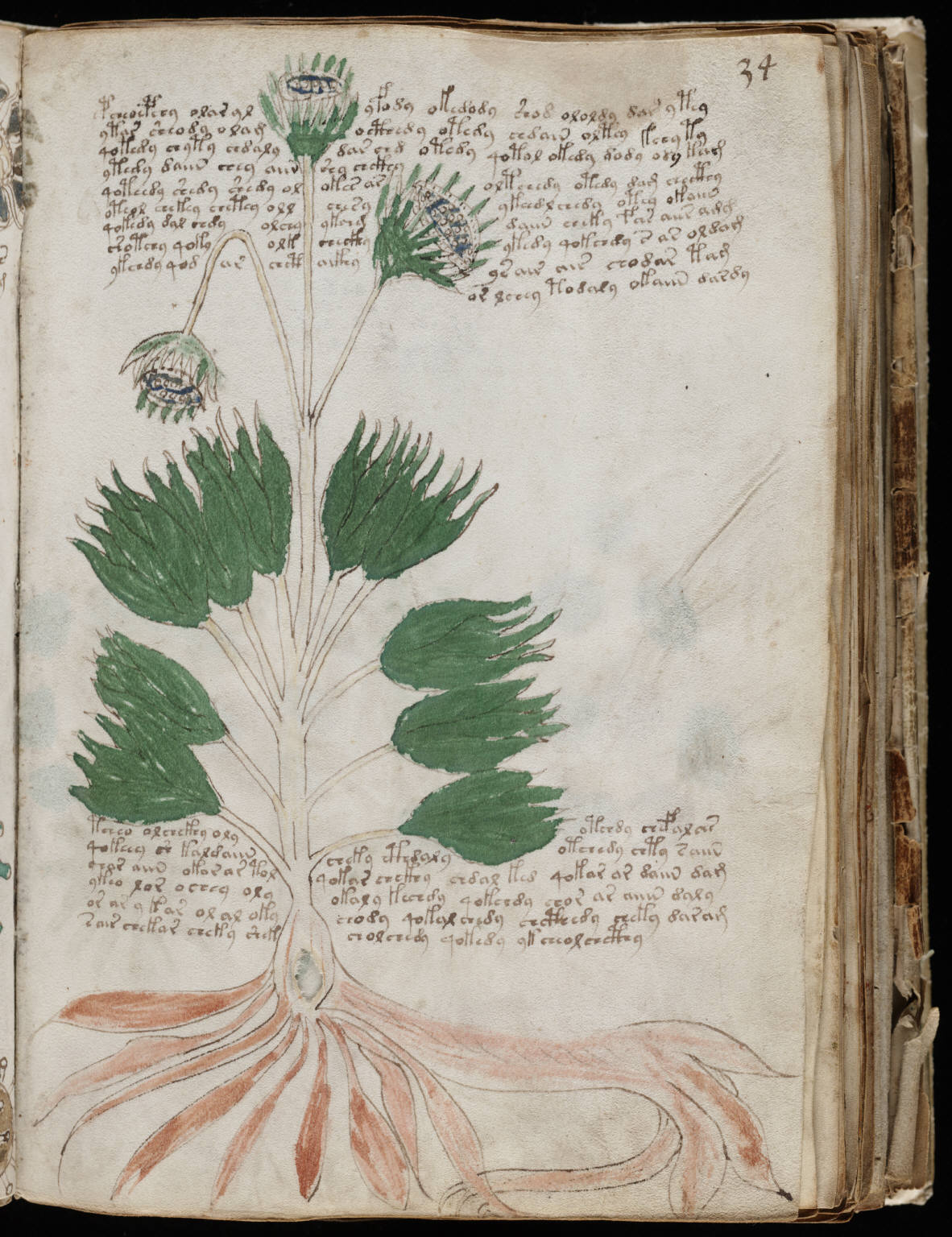
Abbildung aus der „kräuterkundlichen“ Sektion (f. 34r)

Der Abschnitt enthält vorwiegend ganzseitige Abbildungen einzelner Pflanzen, die zwar uns bekannten Pflanzen ähneln, sich jedoch häufig durch entscheidende Details von diesen unterscheiden. Einige Abbildungen erscheinen als größere und genauere Versionen von Abbildungen aus dem Abschnitt „Pharmazie“. Die Gestaltung der Seiten entspricht der von mittelalterlichen und frühneuzeitlichen Kräuterbüchern bekannten Gestaltung.

#### „Astronomische“ Sektion (f. 67r–73v)

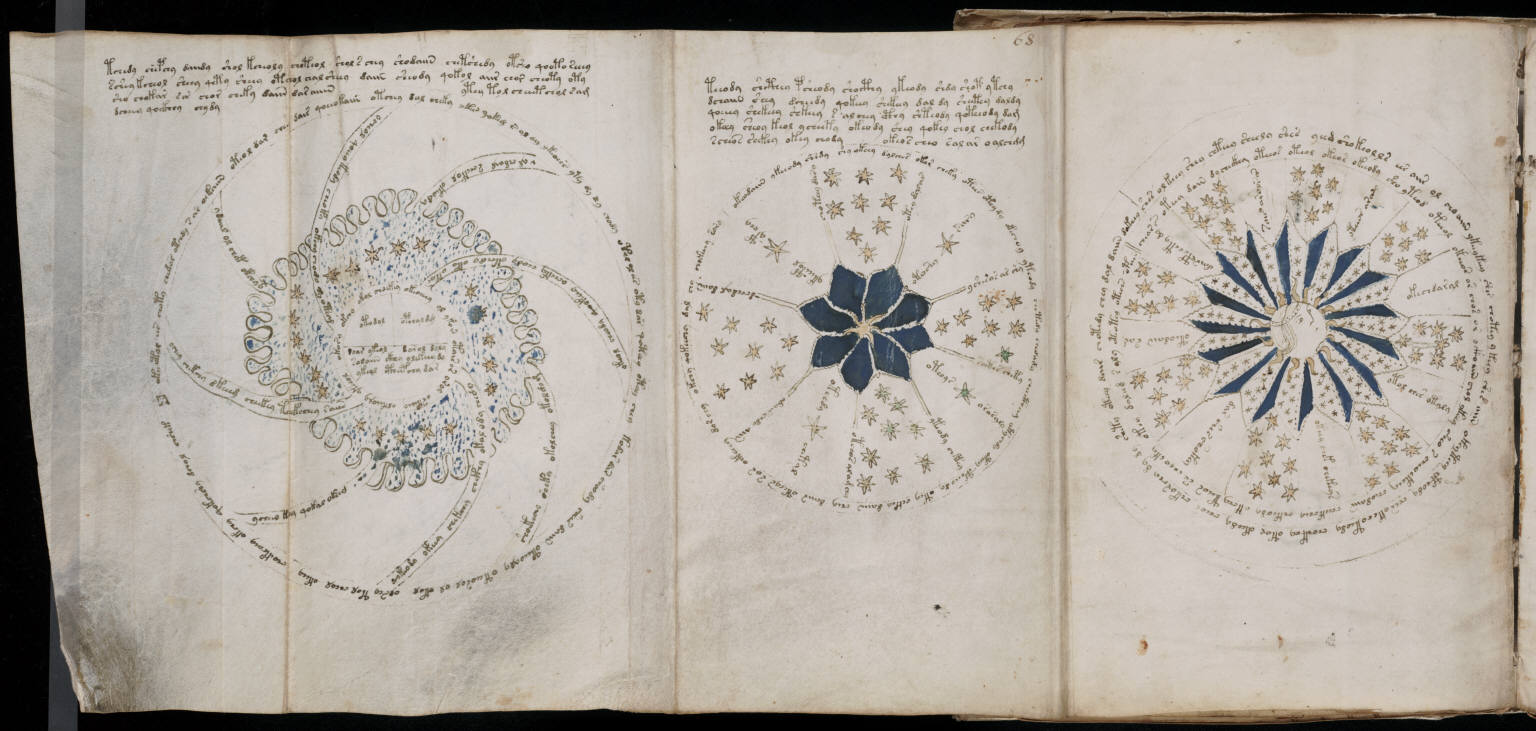
Abbildung aus der „astronomischen“ Sektion (f. 68r)

Hier sind ganzseitige, kreisförmige Diagramme mit Sonne, Mond und Sternen abgebildet. Abgesehen von der Beschriftung der Diagramme enthalten die Seiten nur wenig Text. Eine Folge von zwölf Seiten (f. 70v2–73v) stellt offenbar Tierkreiszeichen dar. Im Zentrum befindet sich eine das jeweilige Tierkreiszeichen darstellende Abbildung, die von konzentrischen Ringen umgeben ist, auf denen sich je einen Stern haltende Frauen im Uhrzeigersinn bewegen. Teilweise sitzen die Frauen in Zubern oder Fässern, teilweise sind sie nackt. Die Folge der Sternzeichen beginnt mit „Fische“ (statt wie üblich mit „Widder“), darüber hinaus sind die Zeichen „Widder“ und „Stier“ zweimal repräsentiert. Die Darstellungen der Sternzeichen „Wassermann“ und „Steinbock“ fehlen und befanden sich vermutlich auf dem fehlenden Blatt 74. Direkt bei den Sternzeichenfiguren stehen romanische Monatsnamen in lateinischen Buchstaben, zum Beispiel „mars“ bei den Fischen und „abril“ beim Widder.

#### „Anatomisch-balneologische“ Sektion (f. 75r–84v)

Abbildung aus der „anatomischen“ Sektion (f. 75r)

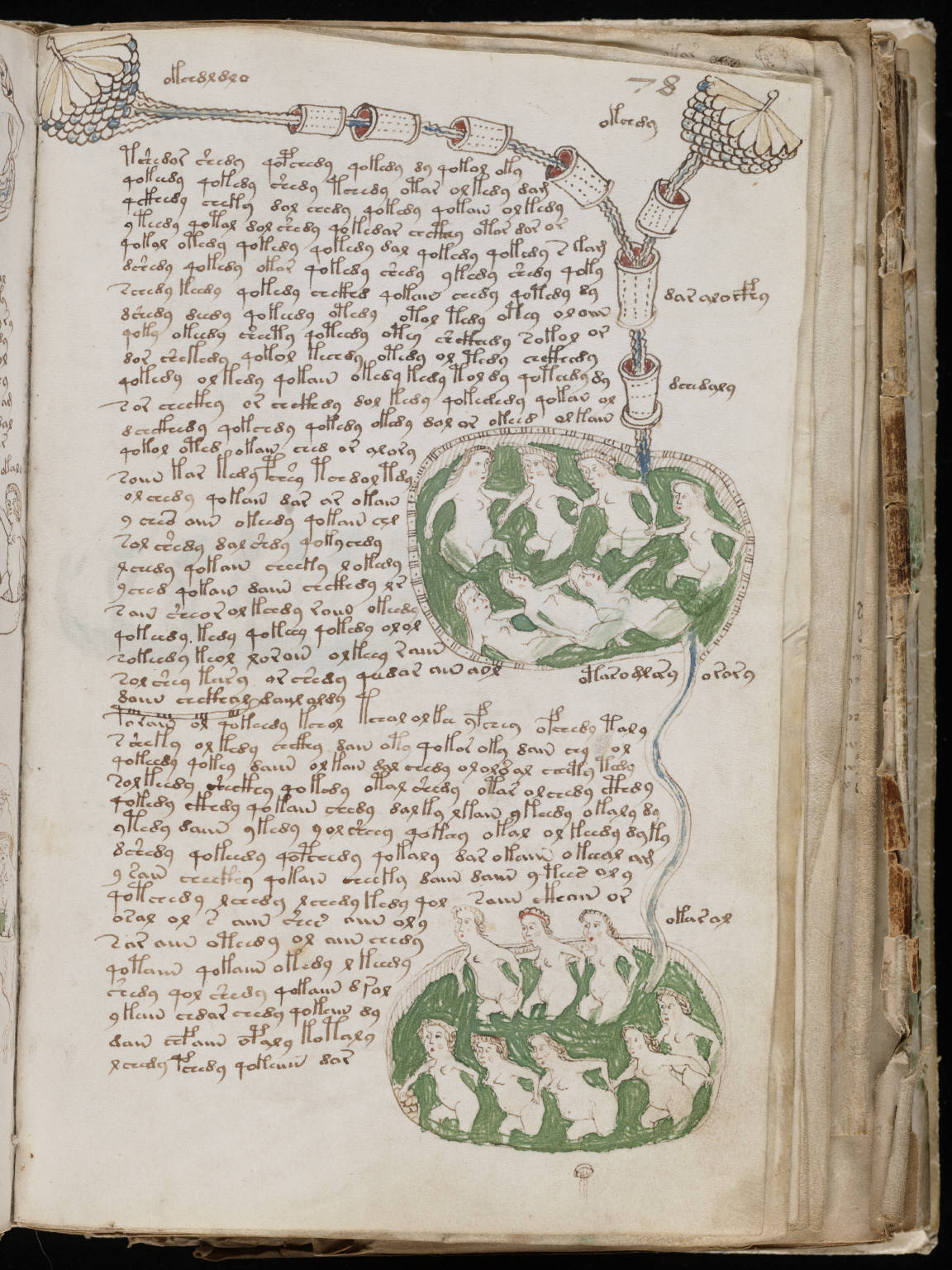
Abbildung aus der „anatomischen“ Sektion (f. 78r)

Der sowohl rätselhafteste als auch faszinierendste Abschnitt des Manuskripts stellt auf fast jeder Seite Gruppen nackter Frauen mit gewölbten Bäuchen dar, die in Becken oder Wannen sitzen, die durch Leitungen oder Röhren verbunden sind. Die Leitungen münden häufig in teils organisch, teils mechanisch wirkende End- und Verbindungsstücke. Diese Ambivalenz führte dazu, den Inhalt des Abschnitts sowohl mit anatomischen Gegenständen (z. B. der menschlichen Reproduktion) zu verknüpfen, als auch (dem Augenschein folgend) ihn schlicht als „bäderkundlichen“ (balneologischen) Abschnitt zu bezeichnen.

#### „Kosmologische“ Sektion (f. 85r–86v)
Die Bezeichnung dieses Abschnitts ist eher eine Verlegenheitsbezeichnung. Sie rührt von der oberflächlichen Ähnlichkeit der Abbildungen mit jenen aus der „astronomischen“ Sektion her. Es handelt sich um kreisförmige, rosettenähnliche Darstellungen, die von teils umfangreichem Textmaterial begleitet sind. Besonders bekannt ist die sogenannte „Rosettenseite“ (f. 85v–86r), die auseinandergefaltet eine quadratische Anordnung von neun miteinander verbundenen „Rosetten“ zeigt.

#### „Pharmazeutische“ Sektion (f. 87r–102v)
Zu sehen sind Abbildungen von Pflanzen und Pflanzenteilen mit Beschriftungen sowie von Gefäßen, die an von Apothekern verwendete Behältnisse erinnern, versehen mit einigen kurzen Texten. Vor allem wegen der bunten Gefäße wurden in diesem Abschnitt pharmakologische Inhalte vermutet.

#### „Rezepte“ und „Schlüssel“ (f. 103r–116v)
Hier sind kurze Textabschnitte ohne Illustrationen zu finden, die jeweils mit einem Stern-Symbol eingeleitet werden. Man hat vermutet (insbesondere, da diese Sektion auf die „pharmakologischen“ Seiten folgt), dass es sich um Rezepte für Medikamente oder sonstige kurzgefasste Vorgehensanweisungen handelt.
Auf der letzten Seite (f. 116v) findet sich der sogenannte „Schlüssel“: ein dreizeiliger Text, bestehend aus Zeichen, die einem im 15. Jahrhundert in Deutschland verwendeten Schrifttyp ähneln. Dieser kurze Text diente Newbold (siehe unten) als Einstieg für seinen Entschlüsselungsversuch. Er enthält auch angeblich den Namen Roger Bacons in Form eines Anagramms.

### Text und Alphabet
Die Gestalt des Textes als solche erscheint nicht ungewöhnlich: geschrieben wurde von links nach rechts (was an dem etwas ungleichmäßigen rechten Rand erkennbar ist); die einzelnen Schriftzeichen sind durch kleine Zwischenräume voneinander abgehoben; durch größere Zwischenräume gliedert der Text sich in „Wörter“, und es ist bei längeren Textsequenzen so etwas wie eine Absatzgliederung zu erkennen. Der Schriftduktus erscheint flüssig, als wäre der Schreiber in Sprache und Schrift des Manuskriptes geübt gewesen, im Gegensatz zu den beim „Abmalen“ der Zeichen einer unbekannten Schrift üblichen Unsicherheiten. Das Fehlen von Korrekturen ist ein Indiz dafür, dass eine Vorlage des Textes existierte, von der abgeschrieben wurde. Nach den Untersuchungen von Prescott Currier in den 1970er Jahren lassen sich zwei oder mehrere Schreiber und Schriftstile unterscheiden. Neuere Analysen stellen die Richtigkeit dieser Beobachtung in Frage. Ein anderer Handschriftenexperte, der das Manuskript in Augenschein nahm, konnte nur eine Hand erkennen.

#### Voynich-Alphabet
Der Text insgesamt umfasst etwa 170.000 einzelne Glyphen. Da bei manchen Glyphen nicht klar ist, ob sie Repräsentationen eigenständiger Zeichen oder Ligaturen mehrerer Zeichen sind und ob Variationen einzelner Glyphen unterschiedliche Zeichen repräsentieren (wie z. B. „1“ und „l“ in der lateinischen Schrift) oder ob es sich um Formvarianten eines Zeichens handelt (wie z. B. bei „t“ und „t“, unterschiedliche Schriftart), kann das dem Voynich-Text zugrundeliegende Alphabet nicht mit Sicherheit bestimmt werden. Insgesamt scheint der Text mit einem Alphabet von 20 bis 30 Zeichen weitestgehend dargestellt werden zu können.
Im Zusammenhang mit der Frage nach dem Voynich-Alphabet stand das Problem der Transkription des Textes. Insbesondere eine Untersuchung des Textes mit Hilfe von Computern setzte eine möglichst adäquate Kodierung der Voynich-Zeichen voraus. Erste Ansätze in dieser Richtung wurden von William und Elizebeth Friedman und ihren Arbeitsgruppen unternommen. In Folge haben sowohl Bennett an der Yale University als auch Prescott Currier eigene Alphabete und Transkriptionsschemata entwickelt. Auf dem Voynich-Symposium von 1976 wurde von Mary D’Imperio eine Vereinheitlichung der Transkription vorgeschlagen, woraufhin man sich auf das von Currier entwickelte Schema einigte.
Es zeigte sich aber, dass dieses Alphabet bei der Darstellung seltener Zeichen und von Ligaturen noch zu wünschen übrig ließ. Dementsprechend wurden neue Alphabete entwickelt, als erstes das von Jacques Guy vorgeschlagene Frogguy-Alphabet. Mittlerweile hat sich aufgrund eines breiten Konsenses das sogenannte EVA (European Voynich Alphabet) etabliert. Zu diesem Alphabet wurde auch eine entsprechende Computerschrift (EVA Hand 1) entwickelt, mit der die Darstellung transkribierter Voynich-Texte auf dem Computer vereinfacht wird.

EVA (European Voynich Alphabet). Großbuchstaben werden in EVA teilweise zur Darstellung von Zeichenvarianten verwendet.

#### „Wörter“
Der Text des Manuskripts enthält ca. 35.000 „Wörter“. Diese Wörter weisen phonotaktische Charakteristika ähnlich denen einer natürlichen Sprache auf:
- es lässt sich eine Teilmenge von Zeichen ausmachen, aus der ein oder mehrere Zeichen in jedem Wort erscheinen (analog den Vokalen), und
- manche Kombinationen von Zeichen erscheinen nie.

Die statistische Analyse des Textes offenbart weitere Ähnlichkeiten mit natürlichen Sprachen:
- die Worthäufigkeiten gehorchen dem Zipfschen Gesetz,
- die Wortentropie gleicht mit ca. 10 Shannon/Wort der von Latein oder Englisch, und
- manche Wörter erscheinen nur auf bestimmten Seiten oder in bestimmten Sektionen, andere kommen überall im Text vor. Insbesondere:
  - weisen die „Beschriftungen“ der Abbildungen nur sehr wenige Wiederholungen auf, und
  - in der „kräuterkundlichen“ Sektion erscheint das erste Wort jeder Seite nur auf dieser Seite (vielleicht der Name der betreffenden Pflanze).

Andere Eigentümlichkeiten des Voynich-Texts finden sich jedoch in europäischen Sprachen nirgends. Zum Beispiel gibt es kaum Wörter mit mehr als zehn, aber auch kaum welche mit weniger als drei Zeichen. Weiter kommen anscheinend initiale und finale Buchstabenformen vor, also Sonderformen von Zeichen am Wortanfang und -ende, wie sie in semitischen Sprachen gebräuchlich sind. Und schließlich erscheinen unmittelbare Wiederholungen des gleichen Wortes oder kleinere Varianten mit ungewöhnlicher Häufigkeit. Es ist unklar, ob der Text überhaupt einen sinnvollen Inhalt transportiert.

## Voynich-Forscher und Voynich-Forschung

### Wilfrid Voynich
Voynich war angesichts des Marci-Briefes schnell zu der Überzeugung gelangt, Roger Bacon (gest. 1292/94) sei der Autor des Manuskripts. In den folgenden Jahren bemühte er sich, die Provenienz des Manuskripts zu klären. Von der Annahme, Bacon sei der Autor, gelangte er zu der Hypothese, der englische Mathematiker und Mystiker John Dee sei in den Besitz der Handschrift gelangt – und jener Unbekannte, der das Manuskript später an Rudolf II. verkaufte. Diese Annahme beruhte auf der Kenntnis, dass Dee eine Sammlung von Schriften Bacons besaß und sich zusammen mit dem Spiritisten Edward Kelley in den 1580er Jahren am Hof Rudolfs II. aufhielt. Eine Entschlüsselung des Textes hatte Voynich nicht versucht. Er verschickte vielmehr ab 1919 Kopien des Manuskripts an verschiedene Fachleute. Einer von diesen war Newbold.

### William Romaine Newbold
Newbold war Dozent für Philosophie an der University of Pennsylvania in Philadelphia. Er hörte schon 1915 von dem Manuskript, beschäftigte sich damit aber erst nach 1919, nachdem er von Voynich drei Seiten in Photokopie erhalten hatte. Schon nach wenigen Stunden meinte er, einen Schlüssel gefunden zu haben.
In der Folge entwickelte er die Theorie einer Mikroschrift. Demnach sollte der eigentliche Inhalt des Manuskripts in mikroskopisch kleinen Unregelmäßigkeiten der Voynich-Zeichen versteckt sein. Bei genauer Betrachtung würden darin altgriechische Kurzschriftzeichen erkennbar. Der so gelesene Text wurde von Newbold einem weiteren Dechiffrierungsschritt unterzogen. Das Resultat bestätigte ihm nicht nur die Urheberschaft Bacons, darüber hinaus verriet es angeblich auch, dass Bacon nicht nur über ein Mikroskop verfügt habe, sondern dass ihm schon die Spiralstruktur des Andromedanebels bekannt gewesen sei.
Über ihre Ergebnisse berichteten Voynich und Newbold im April 1921 in mehreren Vorträgen vor dem College of Physicians und der American Philosophical Society in Philadelphia. Obwohl erste (vermeintliche) Erfolge sich schnell eingestellt hatten, gestaltete sich die weitere Entzifferung ausgesprochen mühsam. Bevor Newbold eine vollständige Decodierung an Voynich liefern konnte, starb er überraschend im September 1926.

### Roland Grubb Kent
Kent, ein Freund Newbolds und Professor für vergleichende Philologie an der University of Pennsylvania, kann nicht als Voynich-Forscher im engeren Sinn gelten. Vielmehr unterzog er sich der Aufgabe, den Nachlass seines früh verstorbenen Freundes Newbold zu ordnen und zu editieren. 1928 erschien der von ihm herausgegebene Band The Cipher of Roger Bacon, der dem wissenschaftlichen Ruf seines Freundes erheblich schaden, der Voynich-Forschung jedoch sehr nützen sollte, da der Band erstmals Reproduktionen des Manuskriptes im Druck verfügbar machte. Er rief allerdings auch Kritiker auf den Plan.

### John Matthew Manly
Manly, Professor für englische Sprache an der University of Chicago und während des Ersten Weltkrieges Kryptoanalytiker im militärischen Nachrichtendienst der USA, hatte die Forschungen Newbolds schon einige Zeit mit Interesse, aber auch mit Skepsis verfolgt, was aus einem 1921 veröffentlichten Artikel Das geheimnisvollste Manuskript der Welt in der US-Zeitschrift Harpers ersichtlich wird. Auf die Publikation der „Ergebnisse“ meinte er reagieren zu müssen, da er befürchtete, unwidersprochen würden die Thesen Newbolds ungefiltert Eingang in die Geistesgeschichte finden. 1931 veröffentlichte er daher eine vernichtende Kritik an Newbolds Methoden und Ergebnissen.
Er zeigte darin, dass die Mikroschrift nur in der Phantasie Newbolds vorhanden war, dass es sich vielmehr bei den vermeintlichen Kürzeln um Unregelmäßigkeiten bei Auftrag und Abblättern der Tinte auf dem rauen Schreibmaterial handelte. Darüber hinaus wies er darauf hin, dass das von Newbold verwendete Verfahren der Dechiffrierung eine sichere Wiederherstellung eines Originaltextes gar nicht zuließ, vielmehr musste der Dechiffrierer den zu dechiffrierenden Inhalt schon kennen (was eben bei Newbold der Fall war, der genau das fand, was er zu finden hoffte).

### Joseph Martin Feely
Feely, ein Anwalt aus Rochester in Maine, stützte seinen Entschlüsselungsversuch lediglich auf eine Abbildung der Manuskriptseite 78r in Newbolds Buch. Er kam zu dem Ergebnis, es handele sich um eine Chiffrierung durch Alphabetsubstitution (d. h., jedes Zeichen des Alphabets wird regelhaft durch ein bestimmtes anderes Zeichen ersetzt, in diesem Fall durch ein Voynich-Zeichen). Als Klartextsprache nahm er Latein an. Eine solch einfache Verschlüsselung könnte bei der vorhandenen Textmenge aufgrund von Häufigkeitsanalysen auch ohne Computer dechiffriert werden, wie Edgar Allan Poe in seiner Erzählung Der Goldkäfer vorführt.
Feely nahm daher weiter an, zuvor seien die lateinischen Wörter durch willkürliches Weglassen von Buchstaben abgekürzt worden. Das angenommene Element der Willkür in der Verschlüsselung hat zur Folge, dass die Entschlüsselung auf einem gehörigen Maß an Subjektivität beruht und damit Irrtümer ermöglicht. Dass der von Feely entschlüsselte Text keinen Sinn ergab, wäre angesichts der üblichen Hermetik frühneuzeitlicher alchemistischer Texte zu tolerieren gewesen. Hätte Feelys Entschlüsselung jedoch zugetroffen, hätte sie auf den von ihm nicht analysierten Seiten ebenfalls zu akzeptablen Lesungen führen müssen. 

### Hugh O’Neill
O’Neill war ein Botaniker an der Catholic University of America und hatte von einem Kollegen einen Satz Photokopien des Voynich-Manuskripts erhalten. Er versuchte, die in den botanischen Abschnitten abgebildeten Pflanzen zu identifizieren, was bei mittelalterlichen Manuskripten häufig schwierig, im Fall des Voynich-Manuskripts nahezu unmöglich ist. Dennoch meinte O’Neill zwei Pflanzen eindeutig bestimmen zu können, nämlich auf Blatt 93r eine Sonnenblume und auf Blatt 101v eine Art des Spanischen Pfeffers.
Das Bemerkenswerte bei diesen Identifizierungen war, dass beide Gewächse in der Alten Welt vor Kolumbus nicht heimisch waren, das Manuskript demnach erst nach 1493 entstanden sein könnte. Das wiederum hieße, dass Roger Bacon nicht der Autor sein kann.

### William Friedman
William Friedman war wohl der erste ausgewiesene Experte für Kryptologie, der sich mit dem Voynich-Manuskript befasste. Er war Gründer des Signals Intelligence Service der US-Armee (einer der Vorläuferorganisationen der heutigen NSA). Unter seiner Leitung wurde während des Zweiten Weltkriegs der japanische PURPLE-Code entschlüsselt. Friedman hatte in den Kriegsjahren einen Vortrag Newbolds gehört und später mit Manly an der Widerlegung der Theorien Newbolds gearbeitet. Im Mai 1944 gründeten die beiden eine Arbeitsgruppe, deren Aufgabe die maschinenlesbare Transkription des Voynich-„Textes“ mittels Lochkarten sein sollte. Die Aufgabe wurde nicht vollendet, da die Gruppe mit Kriegsende auseinanderfiel. Unter Voynich-Forschern ist die Gruppe um Friedman (und das von ihr entwickelte Transkriptionsschema) als FSG (First Study Group) bekannt. Das Voynich-Manuskript scheint Friedman und seine Ehefrau Elizebeth weiter beschäftigt zu haben, da er Ende der 50er Jahre in der Fußnote eines Aufsatzes eine als Anagramm verschlüsselte Hypothese zum Voynich-Code publizierte. Die Auflösung wurde erst nach seinem Tod 1970 bekannt:

“The Voynich MSS was an early attempt to construct an artificial or universal language of the a priori type.”

„Das Voynich-Manuskript stellt einen frühen Versuch der Konstruktion einer künstlichen oder universellen Sprache vom A-priori-Typ dar.“

Unter einer künstlichen oder universellen Sprache versteht man eine Plansprache oder logische Sprache. Vom „A-priori“-Typ ist eine solche Sprache dann, wenn sie sich nicht allgemeiner Verständlichkeit halber an existierende Sprachen anlehnt, sondern wenn sie in ihrer Konstruktion logisch-philosophischen Prinzipien folgt. Konsequenzen dieser Hypothese für den Voynich-Text wären:
1. Die Hypothese würde das Vorhandensein sonst nur bei natürlichen Sprachen zu findender statistischer Eigenschaften im Voynich-Text erklären.
2. Die Entschlüsselung einer konstruierten Sprache, deren Konstruktionsprinzip verloren gegangen ist, ist extrem schwierig oder unmöglich. Das wäre verträglich mit den bis heute gescheiterten Bemühungen um die Entschlüsselung des Voynich-Textes.

Im September 1962 initiierten die Friedmans eine weitere Arbeitsgruppe (SSG, Second Study Group) mit dem Ziel, automatische Datenverarbeitung zur Entschlüsselung des Voynich-Codes einzusetzen. Dieses Mal sollte ein RCA-301-Computer eingesetzt werden, zu dem die Gruppe außerhalb der normalen Betriebszeiten Zugang hatte. Sie wären damit die ersten Voynich-Forscher gewesen, die einen Computer zur Entschlüsselung verwendeten. Es kam jedoch nicht dazu, da die Radio Corporation of America (RCA) die Nebennutzung für diesen Zweck untersagte. Die Gruppe löste sich im Sommer 1963 auf.

### Robert S. Brumbaugh
Robert Brumbaugh war Professor für Philosophie des Mittelalters an der Yale University, hatte also im Gegensatz zu anderen Voynich-Forschern die Möglichkeit, das Dokument im Original in Augenschein zu nehmen – zu einer Zeit, in der nur wenige Seiten als (schwarz-weißes) Faksimile publiziert oder als Photokopie in Umlauf waren, ein unschätzbarer Vorteil. Darüber hinaus gelang es ihm, einen Forschungsauftrag für die Untersuchung des Manuskripts zu erhalten. Er veröffentlichte in den 1970er Jahren eine Reihe von Artikeln zum Thema und fasste in der 1978 erschienenen Monographie The Most Mysterious Manuscript den damaligen Stand der Forschung zusammen. Brumbaugh selbst entwickelte aufgrund der Ähnlichkeit einiger Voynich-Zeichen mit altertümlichen Ziffernformen die Theorie, dass die Voynich-Zeichen (dezimale) Ziffern seien, wobei jeder Ziffer mehrere Buchstaben des lateinischen Alphabets zugeordnet seien. Ähnlich wie beim Ansatz von Feely enthielte auch eine solche Kodierung ein Element der Mehrdeutigkeit, entsprechend enthalten die Dekodierungen ein stark subjektives Element. Auch die von Brumbaugh vorgelegten „Entschlüsselungen“ ergaben keinen (offensichtlichen) Sinn.

### Prescott Currier
Prescott Currier war ursprünglich Sprachwissenschaftler (B. A. in Romanistik und Diplom in vergleichenden Sprachwissenschaften). Ab 1935 begann er sich mit Kryptologie zu beschäftigen. 1940 in der US-Marine dienstverpflichtet, arbeitete er 1941 als amerikanischer Liaison-Officer in Bletchley Park in England, um die kryptoanalytischen Bemühungen der amerikanischen und englischen Dienste zu koordinieren. Von 1948 bis 1950 war er Direktor der Naval Security Group.
Currier hatte in England die Bekanntschaft von John Tiltman gemacht, der wiederum von Friedman zur Beschäftigung mit dem Voynich-Manuskript angeregt worden war. Auch Currier sollte sich über viele Jahre mit dem Rätsel des Manuskripts beschäftigen. Wichtigstes Resultat seiner Untersuchungen war, dass – anders, als bis dahin stets angenommen – das Manuskript mehr als einen Schreiber hat. Currier stellte fest, dass zwei Schreibstile – und mehr noch: zwei „Sprach“stile – deutlich unterscheidbar sind. Diese beiden Voynich-Varianten werden heute mit Currier-A bzw. Currier-B bezeichnet. Er stellte seine Ergebnisse 1976 auf einem von Mary D’Imperio veranstalteten Seminar vor.

### Mary D’Imperio
Die Mathematikerin Mary D’Imperio war wie Friedman Kryptoanalytikerin (zeitweise Beraterin der NSA). Persönlich bekannt mit John Tiltman (der zusammen mit Friedman die These aufgestellt hatte, dass dem Voynich-Manuskript eine künstliche Sprache zugrunde liege) und Prescott Currier, begann sie Ende der 1970er, sich intensiv mit dem Voynich-Manuskript zu beschäftigen. Sie organisierte das erste wissenschaftliche Symposium zum Thema Voynich-Manuskript, das im Jahr 1976 stattfand, und veröffentlichte die Resultate in einem Tagungsband sowie in dem heute noch als beste Überblicksarbeit geschätzten Band The Voynich Manuscript: An Elegant Enigma. In ihren Arbeiten zum Voynich-Manuskript befasste sie sich mit Fragen der Transkription und des Zeichenvorrates. Sie wies unter anderem auf die Ähnlichkeiten zwischen den Voynich-Zeichen und einigen in Mittelalter und Renaissance gebräuchlichen lateinischen Kürzeln hin.

### Gordon Rugg und Andreas Schinner
Gordon Rugg von der britischen Keele-Universität beschäftigte sich etwa ab 1997 mit der Frage, wie der Text des Voynich-Manuskripts entstanden sein könnte. Dazu erstellte Rugg eine Tabelle mit zufälligen Zeichenkombinationen, die dann als Vor-, Mittel- oder Nachsilben neuer „Wörter“ dienten. Über diese Tabelle schob er ein sogenanntes Cardan-Gitter, eine Schablone mit drei Fenstern, wie sie im 16. Jahrhundert zur Verschlüsselung von Texten verwendet wurde. Die Zeichenfolgen, die jeweils in den drei Fenstern erschienen, wurden transkribiert, und eine dreisilbige unverständliche „Sprache“ entstand, die große Ähnlichkeit mit dem Text des Voynich-Manuskriptes aufwies. Im Dezember 2003 gab Rugg seine Forschungsergebnisse bekannt. Seiner Ansicht nach handelt es sich bei dem Voynich-Manuskript um einen mittelalterlichen Schabernack, um wirres Geschwafel ohne Sinn und Gehalt.
Die Schabernack-Hypothese wird auch durch eine Textanalyse des österreichischen Wissenschaftlers Andreas Schinner gestützt: Er entdeckte unnatürliche Regelmäßigkeiten in der Wortfolge des Manuskripts, die in Texten, die in natürlichen Sprachen verfasst sind, nicht vorkommen. Der theoretische Physiker kommt daher ebenfalls zu dem Schluss, dass das Voynich-Manuskript das raffinierte Werk eines Schelms ist und lediglich bedeutungslosen Unsinn enthalte.
Im Jahr 2009 konnte mittels einer Radiokarbonanalyse die Entstehung des Pergamentbandes mit höchster Wahrscheinlichkeit auf zwischen 1404 und 1438 bestimmt werden. Die Verschlüsselungstechnik mit dem Cardan-Gitter müsste also auf einem schon damals älteren Pergament angewandt worden sein. Außerdem erscheint die Schabernack-Hypothese auch insofern als äußerst unwahrscheinlich, als die Anfertigung dieses Manuskriptes nicht nur ein extrem kostspieliges Unterfangen war (damals sehr teures Pergament, sehr teure, hochwertige Tintenfarben), sondern auch viele Jahre in Anspruch genommen haben muss.

### Marcelo Montemurro und Damián Zanette
Marcelo Montemurro von der University of Manchester und Damián Zanette vom Centro Atómico Bariloche e Instituto Balseiro veröffentlichten 2013 eine Arbeit mit dem Titel Keywords and Co-Occurrence Patterns in the Voynich Manuscript: An Information-Theoretic Analysis bei PLOS ONE. In dem Artikel geben sie an, semantische Muster im Voynich-Manuskript identifiziert zu haben. Demnach könnte das Manuskript einen Geheimtext mit einer „authentischen Botschaft“ darstellen.

### Arthur Tucker und Rexford Talbert
Nach Ansicht zweier amerikanischer Botaniker, Arthur O. Tucker und Rexford H. Talbert, zeigt das Voynich-Manuskript Pflanzen mittelamerikanischer Herkunft. Dies könne darauf hindeuten, dass das Voynich-Manuskript in Mittelamerika gezeichnet und in einer mittelamerikanischen Sprache geschrieben wurde, also möglicherweise in einer Sprache, die heute nicht mehr gesprochen wird.

### Nick Pelling
Nick Pelling stellt seine Theorie zur Autorenschaft des Voynich-Manuskript in seinem Buch The Curse of the Voynich vor. Aufgrund der Illustrationen im Voynich-Manuskript – speziell jene auf den ausklappbaren Rosetten-Folios – vermutet Pelling, dass das Manuskript aus der Gegend von Mailand stammt und um die Mitte des 15. Jahrhunderts oder etwas später datiert. Aufgrund biographischer Hinweise vermutet er als möglichen Autor den Architekten Antonio Averlino, auch Filarete genannt. Neben dieser Theorie hat Nick Pelling weitere wichtige Beobachtungen zum Manuskript gemacht (z. B. was die Reihenfolge und Bindung der einzelnen Folios im historischen Ablauf betrifft sowie zur Schrift, zur Chiffre und den möglichen kryptologischen Erklärungen dafür).

### Stephen Bax
Stephen Bax, ein Professor für Angewandte Linguistik, gibt an, er habe in dem Text insgesamt 10 Wörter, nämlich verschiedene Pflanzennamen sowie die Namen von Sternbildern, entziffert. Seiner Meinung nach ist der Text in einer semitischen Sprache verfasst, und die Entdeckung dieser Namen könnte ähnlich wie bei den ägyptischen Hieroglyphen den Durchbruch zur Entschlüsselung des Textes darstellen.

### Jürgen Hermes
Jürgen Hermes stellte 2012 in seiner Dissertation Textprozessierung – Design und Applikation eine Theorie zur Entschlüsselung des Voynich-Manuskripts vor. Seine Verschlüsselungstheorie geht davon aus, dass das Voynich-Manuskript mit einer Methode chiffriert wurde, die der Trithematischen Polygraphia (PIII-Methode) ähnelt. Bei dieser Verschlüsselungsart wird ein Codebuch erstellt, welches aus Listen besteht. In diesen Listen steht ein Phantasiewort bestehend aus Wortstamm + Endung für je einen Buchstaben im Klartext. Ändert sich das Suffix, handelt es sich um einen anderen Buchstaben. Eine Textentschlüsselung dieser Chiffrierungsart ist allerdings ohne das dazugehörige Codebuch kaum möglich. Davon ausgehend versuchte Hermes ein potentielles Codebuch zu rekonstruieren. Zur Ermittlung der Endungen im Text wurde eine graphemische Methode angewandt (Minimalpaarfindung + Clusterverfahren (K-Means++)). Die morphemische Analyse sollte mögliche Stämme identifizieren (Keyword-Trees, Zerlegungsvariationssuche, Häufigkeitsanalyse). Aus seiner Analyse schloss Hermes, dass das Voynich-Manuskript durch eine PIII-ähnliche Methode verschlüsselt worden sein könnte. Bei beiden Verfahren wies der Text des Voynich-Manuskripts mehr Ähnlichkeiten mit dem PIII-generierten Text auf als mit dem natürlich-sprachlichen Text.

### Artjunow et al.
2016 veröffentlichte eine Gruppe um Andronik Aramowitsch Artjunow vom Keldysch-Institut der Russischen Akademie der Wissenschaften eine neue Lösung. Nach ihnen seien Vokale und Leerzeichen entfernt worden. 30 % des Textes seien in Dänisch oder Deutsch, der Rest in einer romanischen Sprache (Latein oder Spanisch) verfasst.

### Greg Kondrak
Greg Kondrak, ein Professor für Computerlinguistik an der Universität von Alberta, nutzte Verfahren aus dem Bereich der künstlichen Intelligenz, um verschlüsselte Texte zu analysieren, und wandte sie auch auf das Voynich-Manuskript an. Die Ergebnisse wurden 2016 in Form eines Artikels präsentiert, der von Kondrak und einem seiner Studenten verfasst wurde. Dem zufolge sei die Sprache des Manuskripts mit einer gewissen Wahrscheinlichkeit Hebräisch, wobei die einzelnen Wörter Anagramme mit fehlenden Vokalen seien. Allerdings konnten auf diese Weise nur kleine Fragmente entschlüsselt und übersetzt werden. Erst nach einigen manuellen Korrekturen konnte ein einzelner Satz ermittelt werden, der halbwegs Sinn ergab. Die beiden räumten außerdem ein, dass Experten für mittelalterliche Manuskripte nicht von den Ergebnissen überzeugt waren.

### Gerard Cheshire
Gerard Cheshire, seinerzeit Forschungsassistent im Fach Biologie an der Universität Bristol, studierte eine detaillierte Abbildung des Manuskripts genauer, in der vier Landkarten enthalten sind. Eine davon zeigt offenbar einen Vulkanausbruch auf einer Insel; der einzige Vulkanausbruch in Europa bzw. dem Mittelmeerraum, der in etwa in die Entstehungszeit des Manuskripts fällt, fand 1444 auf der Insel Vulcanello nördlich von Sizilien statt, das damals unter aragonesischer Herrschaft stand. Die weiteren Karten stellen nach Cheshires Ansicht die Inseln Lipari (nahe Vulcanello) und Ischia sowie die über eine Brücke damit verbundene Felseninsel des Castello Aragonese im Golf von Neapel dar. Zur Zeit des Vulkanausbruchs bewohnte die weibliche Entourage (siehe Lucrezia d’Alagno) von Alfons V. (Aragón), einem Förderer von Kunst und Wissenschaft, das Castello Aragonese. Die Befunde insgesamt bewogen Cheshire im Jahr 2018 zu der These, der Ursprung des Manuskripts müsse in diesem Umfeld liegen.
Des Weiteren behauptete Cheshire 2019, dass das Voynich-Manuskript in proto-romanischer Sprache geschrieben worden sei, einer linguistisch konstruierten Zwischenstufe zwischen Vulgärlatein und den Vorläufern der heutigen romanischen Sprachen.

### Torsten Timm
Aufgrund der Korrelation von Worthäufigkeit, Wortähnlichkeit und Wortposition geht Timm davon aus, dass der Text des Voynich-Manuskripts während des Schreibens aus sich selbst erzeugt wurde und folglich bedeutungslos sei. Auch dass es kaum Korrekturen gibt und der Text immer fast perfekt in den Platz am Zeilenende passt, würde dadurch erklärt. Der Schreiber habe jeweils ein Wort in einer Zeile darüber – vielfach der Einfachheit halber von oberhalb der aktuellen Schreibposition – ausgewählt und nach bestimmten Regeln sowie anhand spontaner persönlicher Vorlieben und dem vorhandenen Platz zu einem neuen Wort abgewandelt. Möglich sei es zum Beispiel gewesen, einen oder mehrere Glyphen durch graphemisch ähnliche zu ersetzen, ein Präfix anzufügen oder zu entfernen oder zwei Quellwörter zu konkatenieren.
Zusammen mit Andreas Schinner präsentierte Timm einen Algorithmus, der Texte mit diesem Vorgehen erzeugen kann. Zur Überprüfung der Validität der Selbstzitierungs-Hypothese vergleichen sie so erzeugte Textproben mit dem Voynich-Manuskript und stellten fest, dass alle statistischen Merkmale gut übereinstimmen. Mit dem von Timm erstellten VoynichTextGenerator wird das beschriebene Verfahren in einer App implementiert, indem auf Grundlage einer ausgewählten Zeile des Voynich-Manuskripts ein längerer Text generiert werden kann.

### Rainer Hannig
Im Juni 2020 publizierte Rainer Hannig, deutscher Philologe und Ägyptologe, eine Interpretation, wonach es sich bei der zugrundeliegenden Sprache im Voynich-Manuskript um spätmittelalterliches Hebräisch handelt. Er beschäftigt sich seit 2017 mit dem Manuskript. Nach Hannig weisen die Wörter des Manuskripts oft drei Konsonanten mit folgendem Vokal auf, was auf eine semitische Schrift deutet. Sechs „Galgenzeichen“ der Schrift identifizierte er mit den hebräischen Begadkefat-Lauten (b, g, d, k, p, t). Einer der ersten Übersetzungsversuche von Hannig liefert eine Krankengeschichte: Ein Bauer bekam nach dem Verzehr einer Suppe Verdauungsprobleme, seine Umgebung wehklagt, und er sucht einen Arzt auf, der ihm aber auch nicht helfen kann.

### Lea Carl-Krüsi und Christoph Eggenberger
Die beiden Kunsthistoriker können zur Textentzifferung nichts beitragen, erkennen aber in der Abfolge der Bilder ein klares Anliegen: «Es ist ein Plädoyer für die Sprösslinge des Adels, die mit Frauen aus dem Volk gezeugt wurden, die sogenannten Bastarde». Unter dem Deckmantel von pflanzlichen Symbolen wird der missliche Status der Rechtlosen und Enterbten zwischen Adel und Volk dargestellt. «In der Botanik sind die prächtigsten Pflanzen – der Phantasie entsprungene Gebilde – das Resultat von Kreuzungen. Also liegt der Schluss nahe: Auch in der humanen Biologie gelten dieselben Regeln.»

### Stefan Guzy
Dem Berliner Typografen und Manuskriptforscher Stefan Guzy gelang 2023 nach einer intensiven Auswertung aller Buchtransaktionen der kaiserlichen Hofkammer der Nachweis, dass der Augsburger Arzt und Handschriftenhändler Carl Widemann 1599 dem Kaiser ein Konvolut Handschriften für 600 Gulden verkauft hatte. Da dies nach Guzy die einzige Transaktion in der Größenordnung in der gesamten Regierungszeit von Rudolf II. gewesen ist und der im Brief von Marci genannten Ankaufssumme entspricht, dürfte das Voynich-Manuskript mit diesem Verkauf gemeint gewesen sein.

## Rezeption und Wirkung
Das Voynich-Manuskript war in der ersten Hälfte des 20. Jahrhunderts nur wenigen Spezialisten bekannt. Im Laufe der letzten Jahrzehnte jedoch stieg der Bekanntheitsgrad, wodurch es Eingang in Werke der populären Kultur fand und Büchern, Bildern, Musik bis hin zu Computerspielen als Inspiration diente:

### Musik
- Der zeitgenössische Schweizer Komponist Hanspeter Kyburz schrieb ein auf dem Voynich-Text basierendes Stück The Voynich Cipher Manuscript (24 Singstimmen und Ensemble), wobei er die Voynich-Zeichen als Noten interpretierte.
- Eines der Alben des japanischen Speedcore-Künstlers m1dy trägt den Titel Voynich Tracks.
- Der zeitgenössische argentinische Komponist Juan María Solare schrieb 2010 das Stück The Voynich Manuscript (Blockflöte bzw. Klarinette, Violine und Cello), wobei er mit Markow-Ketten arbeitete.
- Die italienische Power-/Folk-Metal-Band Elvenking verfasste einen Song mit dem Titel The Voynich Manuscript, der auf ihrem Studioalbum Secrets of the Magick Grimoire erschien.

### Belletristik und Fantasy
- John Bellairs: The Face in the Frost (1969)
- Valerio Evangelisti: Il Romanzo di Nostradamus (2000)
- Max McCoy: Indiana Jones und der Stein der Weisen (1995)
- Dan Simmons: Ilium (2004) und Olympos (2006) – Der Name der Voynix, vom islamischen Kalifat aus der Zukunft gesandter Cyborg-Killer, leitet sich vom Voynich MS her.
- Brad Strickland: The Wrath of the Grinning Ghost
- Scarlett Thomas: PopCo (2004)
- Colin Wilson: The Return of the Lloigor (1969)
- Leena Krohn: Stechapfel (2001)
- Bill Napier: Der 77. Grad
- Michael Cordy: Die Genesis-Verschwörung (2008)
- Dan Brown: The Lost Symbol (2009)
- Marianne MacDonald: Tod zwischen den Zeilen (2006)
- Hermann Stefánsson: Gudjón Ólafssons Zeitreise als Laborratte
- Karl Olsberg: Die achte Offenbarung (2013)
- Graham McNeill: The Horus Heresy: A Thousand Sons
- Robin Wasserman: Das Buch aus Blut und Schatten
- Astrid Dehe / Achim Engstler: Unter Schwalbenzinnen (2015)
- Harald A. Jahn: Das verdammte Manuskript (2017)
- Donald Nolet: Kryptogramm
- Kira Licht: Kaleidra – Wer das Dunkel ruft (2020)
- Hendrik Buchna: Die drei ??? – Manuskript des Satans (2022)

Die Kurzgeschichte The Return of the Lloigor von Colin Wilson gehört zum Kreis der Werke um den Cthulhu-Mythos, einem fiktiven Mythenkreis, basierend auf den Erzählungen von Howard Phillips Lovecraft. In diesen Erzählungen wird immer wieder ein Buch erwähnt, das grausige Necronomicon des wahnsinnigen Arabers Abdul Al’Hazred. Das Necronomicon enthält in verrätselter Form Beschwörungsformeln, mit deren Hilfe dämonische Wesen aus grausiger Urzeit auf die Welt der Menschen losgelassen werden können. In der Erzählung von Wilson entpuppt sich das Voynich-Manuskript als eine unvollständige Kopie des Necronomicons. Seitdem wurde die Verbindung des fiktiven Necronomicons zum realen Voynich-Manuskript von anderen Autoren der Horrorliteratur weiter ausgebaut.
Das Necronomicon erscheint in den Erzählungen von H. P. Lovecraft erstmals 1922 in der Erzählung The Hound, zwei Jahre, nachdem Voynich Kopien an interessierte Forscher versandt hatte, und ein Jahr nachdem die ersten Ergebnisse von Voynich und Newbold durch die Vorträge in Philadelphia publik gemacht worden waren. Die zeitliche Nähe regt zwar zu Spekulationen an, jedoch ist eine Erwähnung des Voynich-Manuskripts in der sehr umfangreichen Korrespondenz Lovecrafts nicht belegt.
Immerhin erscheint John Dee in der fiktiven Publikationsgeschichte des Necronomicons als Übersetzer, was allerdings wenig besagt, da Dee unabhängig vom Voynich-Manuskript in esoterischen Kreisen – ähnlich darin Bacon – eine prominente Figur ist. Sollte das Voynich-Manuskript, über das in der amerikanischen Presse vielfach berichtet wurde (allein in der New York Times erschienen 1921 vier Artikel), Lovecrafts Aufmerksamkeit entgangen sein, wäre das einigermaßen erstaunlich.
Das Voynich-Manuskript ist ein wesentlicher Bestandteil des Romans Indiana Jones und der Stein der Weisen. Es soll hier den Weg zu dem Grab des Hermes weisen, wo sich der Stein des Weisen befinden soll.
Im Jahr 2015 veröffentlichte das Autorenpaar Achim Engstler und Astrid Dehe den Roman Unter Schwalbenzinnen, in dem sie die Geschichte des Entstehens des Manuskripts erzählen. Eine florentinische Patriziertochter „malt“ erzählend Bilder, die sie einem Kopisten im Jahr 1442 berichtet. Der Kopist begreift nicht jedes Bild und kann auch nicht einhundertprozentig folgen. Er zeichnet deswegen bestimmte Schilderungen (siehe obige Bilder). Der Kopist besitzt ein altes Buch in unbekannter Sprache. Die Visionen sind nicht ungefährlich in einer Zeit der Ketzerverfolgung und der uneingeschränkten Macht der Familie der Medici.
Im Jahr 2017 erschien Das verdammte Manuskript des österreichischen Autors Harald A. Jahn im Wiener Verlag PROverbis. In dem als Mystery-Thriller deklarierten Roman entdeckt ein Wissenschaftler im Paris des ausklingenden 21. Jahrhunderts alte Drucklettern mit Glyphen des Voynich-Alphabets und Pergamente, die älter sind als das Manuskript, aber dieselben Zeichen enthalten. Bei seiner Recherche entdeckt er den mittelalterlichen Entstehungsort und kommt mithilfe einer rätselhaften Helferin dem Geheimnis auf die Spur.

### Kunst
- Luigi Serafini: Der von dem italienischen Künstler geschaffene Codex Seraphinianus ist ein Werk im Stil des Voynich-Manuskripts. Dieses Lexikon einer imaginären Welt ist in einer eigens hierfür erdachten, unentschlüsselbaren Schrift abgefasst und mit zahlreichen, teils grotesken Abbildungen reich illustriert.
- Randall Munroe: In einer Ausgabe seines Webcomics xkcd wird das Voynich-Manuskript als Quellenbuch für ein Pen-&-Paper-Rollenspiel dargestellt.[48]
- Der auf alte Schriften spezialisierte Siloé-Verlag aus Burgos in Spanien will bis Herbst 2017 898 originalgetreue Nachbildungen in einem aufwändigen Verfahren produzieren und zum Stückpreis von 7000 bis 8000 Euro verkaufen.[49][50]

### Computerspiele
- Baphomets Fluch: Der schlafende Drache (englischer Titel: Broken Sword: The Sleeping Dragon; 2003, PC, 3D-Adventure) – das Manuskript ist Teil des Spielplots. Sein Text enthält Prophezeiungen von Naturkatastrophen in der nahen Zukunft.
- Radiata Stories (2005, Playstation 2) – das Voynich-Manuskript erscheint als eines der Bücher im Vareth-Institut.
- Assassin’s Creed IV: Black Flag (2013) – das Voynich-Manuskript ist Bestandteil der Animus-Datenbank.
- Assassin’s Creed Rogue – das Voynich-Manuskript ist ein wichtiger Bestandteil des Plots.

## Dokumentation
- Klaus T. Steindl, Andreas Sulzer: Das Voynich-Rätsel – Die geheimnisvollste Handschrift der Welt, ORF, 2009, o. A.[51]
- Klaus T. Steindl, Andreas Sulzer: Das Voynich-Manuskript. Die geheimnisvollste Handschrift der Welt. arte/ORF, F/D/A 2010, 50 min.[52]